# 希爾維烏斯一世·寧錄
希爾維烏斯一世·寧錄（德語：Silvius I. Nimrod，1622年5月2日—1664年4月24日），符騰堡-奧爾斯公爵，尤里烏斯·腓特烈之子，1647年至1664年在位。

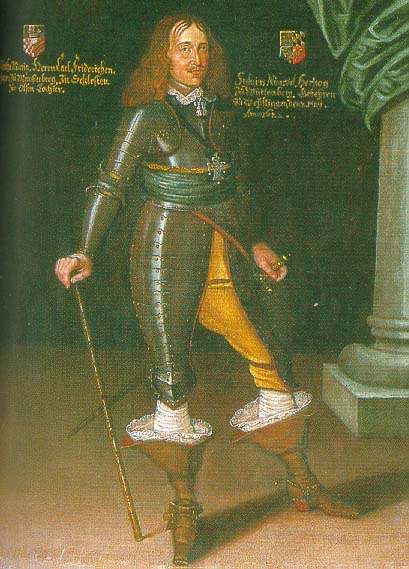
希爾維烏斯一世·寧錄

## 家庭
1647年，希爾維烏斯與奧萊希尼察公爵卡雷爾·貝德日赫的女兒艾茲貝塔·瑪麗結婚，兩人共有三個兒子：
1. 希爾維烏斯·腓特烈（英语：Silvius II Frederick, Duke of Württemberg-Oels）（1651年—1697年）
2. 克里斯蒂安·烏爾里希（1652年—1704年）
3. 尤利烏斯·西格蒙德（1653年—1684年）